# 紅葉漬
紅葉漬（こうようづけ）は、福島県伊達市の郷土料理である。

## 概要
鮭の切り身に米麹、塩を混ぜた後、漬け込み発酵させた料理である。紅葉の季節の鮭で作ることと、漬け上がった鮭と麹の色合いが紅葉に似ていることが、名前の由来となっている。
江戸時代から福島県内に伝わる伝統食である。その昔、阿武隈川の宮城県伊具郡丸森町から福島県伊達市梁川町にかけてが鮭のよい漁場となっていたことから、その鮭を使った保存食として作られた。魚の保存食でありながら生の触感を持つ、珍しいものとなっている。現在も伊達市の企業を中心として作られているが、時代の変化に伴って塩分を控えめにするなどの改良も加えられている。
類似品として、新潟県のサーモン塩辛（三幸）がある。